# Horst Morgenstern
Horst Gottfried Erwin Morgenstern (* 19. Mai 1921 in Freiberg; † 5. März 1993 ebenda) war ein deutscher Maler und Grafiker.

## Leben und Wirken
Morgenstern studierte nach dem Besuch der Oberschule ab 1938 an der Staatliche Akademie für Kunstgewerbe in Dresden und wurde 1940 zur Wehrmacht einberufen. Nach der Rückkehr aus der Kriegsgefangenschaft arbeitete er zunächst als Kunsterzieher und Dozent an der Freiberger Volkshochschule. Von 1948 bis 1976 war er als selbständiger Maler und Grafiker in Freiberg tätig und wurde einer der Mitbegründer der Künstlergruppe „Die Kaue“. Er malte Landschaften, Porträts und Figürliches. Bekannt wurde er vor allem durch seine Plakate.

## Werke (Auswahl)
- Nationalpreisträger Kegel in der Versuchsabteilung (Öl, 145 × 175; auf der Dritten Deutsche Kunstausstellung)

## Ausstellungen (mutmaßlich unvollständig)
- 1947 und 1948: Freiberg, Stadt- und Bergbaumuseum(2. und 3. Ausstellung Erzgebirgischer Künstler)[1][2]
- 1948: Freiberg, Naturkundliches Museum Freiberg („Die Kaue. 1. Ausstellung des Freiberger Künstlerkreises“)
- 1956: Freiberg, Stadt- und Bergbaumuseum („Freiberger Künstler schaffen für die neue Schule in Halsbrücke“. Mit Hilde Böhme-Burkhardt, Herbert Humpisch, Werner Kuettner, Horst Morgenstern, Kurt Preissler, Maximilian R. Stark und Siegfried Schliebe)
- 1979: Karl-Marx-Stadt, Bezirkskunstausstellung
- 1984/1985 Karl-Marx-Stadt, Städtisches Museum am Theaterplatz („Retrospektive 1945 – 1984. Bildende Kunst im Bezirk Karl-Marx-Stadt“)